# Francesco Imberti
Francesco Imberti (Barge, Provincia de Cuneo, Italia, 17 de marzo de 1912 - Cavour, Provincia de Turín, Italia, 3 de octubre de 2008) fue un futbolista italiano. Se desempeñaba en la posición de delantero.

## Clubes
| Club            | País   | Año         |
| --------------- | ------ | ----------- |
| Torino F. C.    | Italia | 1929 - 1931 |
| Val Pellice     | Italia | 1931 - 1932 |
| Juventus F. C.  | Italia | 1932 - 1933 |
| Torino F. C.    | Italia | 1933 - 1934 |
| A. S. Lucchese  | Italia | 1934 - 1935 |
| A. S. Biellese  | Italia | 1935 - 1936 |
| U. S. Sanremese | Italia | 1936 - 1940 |
| Savona F. B. C. | Italia | 1940 - 1941 |

## Palmarés

### Campeonatos nacionales
| Título  | Club            | País   | Año     |
| ------- | --------------- | ------ | ------- |
| Serie A | Juventus F. C.  | Italia | 1932-33 |
| Serie C | U. S. Sanremese | Italia | 1936-37 |